# Peropteryx trinitatis
Peropteryx trinitatis — є одним з видів мішкокрилих кажанів родини Emballonuridae.

## Поширення
Країни поширення: Аруба, Французька Гвіана, Гренада, Тринідад і Тобаго, Венесуела. Дуже мало відомо про природну історію цього виду. Сідала лаштує в дуплах дерев і в порожнистих гнилих колодах на землі або під нависаючими берегами. Також знайдені в печерах. Це повітряний комахоїдний вид.

## Загрози та охорона
Загрози невідомі.